# David W. Oxtoby

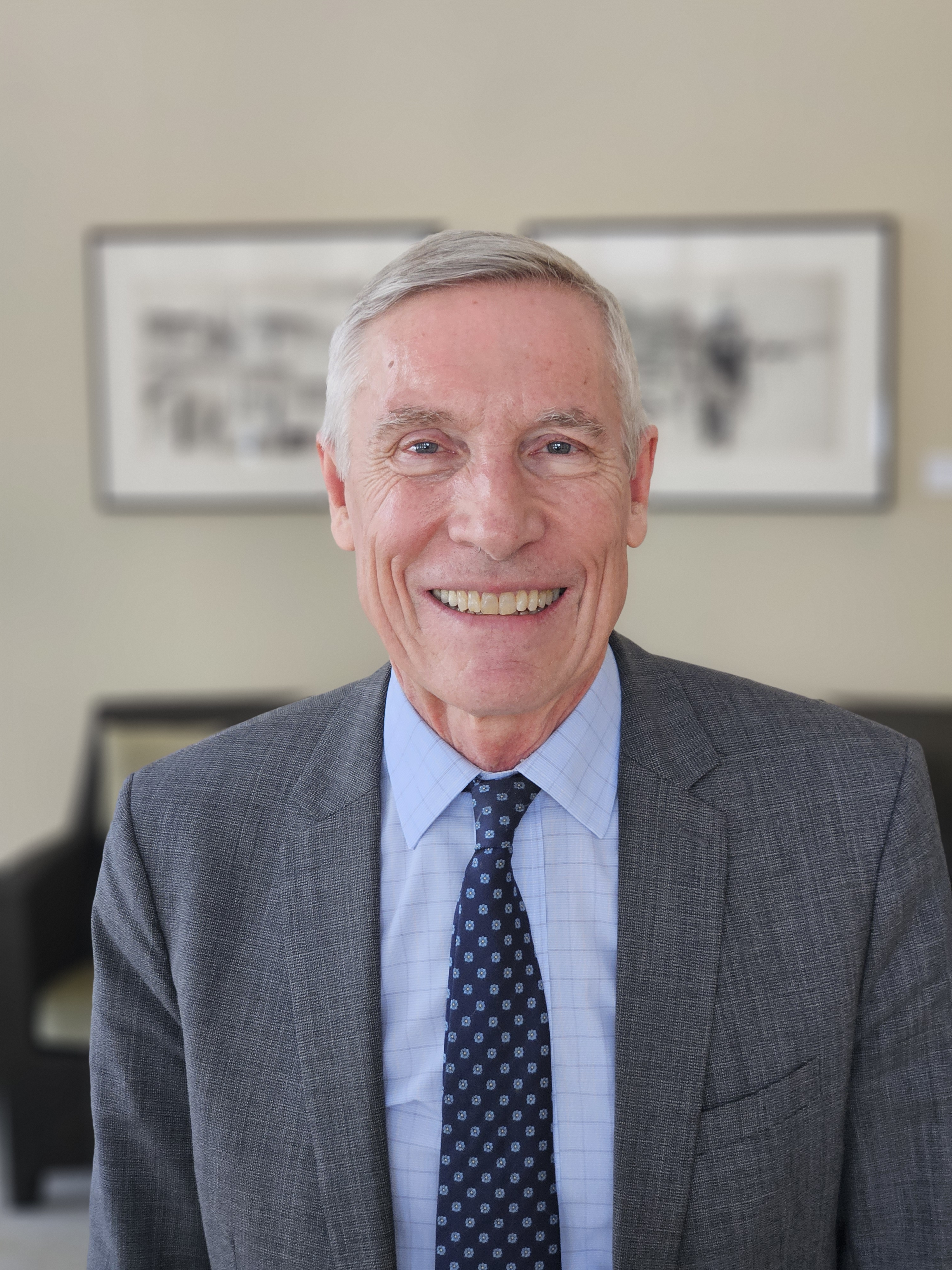
David W. Oxtoby (2024)

David William Oxtoby (* 17. Oktober 1951 in Bryn Mawr, Pennsylvania) ist ein US-amerikanischer Chemiker und Präsident der American Academy of Arts and Sciences (Stand März 2021).

## Leben
Seinen Bachelor in Chemie und Physik machte Oxtoby an der Harvard University. Er promovierte 1975 in Chemie zum Ph.D. an der University of California, Berkeley. Ab 1982 war er Professor an der University of Chicago und hatte dort ab 1996 die William-Rainey-Harper-Professur inne. Von 2003 bis 2017 war er neunter Präsident des Pomona College in Claremont, Kalifornien. Seit Anfang des Jahres 2019 ist er der 47. Präsident der American Academy of Arts and Sciences. Er ist verheiratet mit Claire geb. Bennett und hat drei Kinder.

## Werke (Auswahl)
- Principles of modern chemistry (mit H.P. Gillis und Allan Campion, mehrere Auflagen)
- Chemistry : science of change (mehrere Auflagen)

## Ehrungen
- Ehrendoktor des Occidental College (2005), der Lingnan University in Hong Kong (2009) und des Miami Dade College (2019)